# Das Geheimnis der „Einhorn“
Das Geheimnis der „Einhorn“ (französischer Originaltitel: Les aventures de Tintin: Le Secret de La Licorne) ist das elfte Tim-und-Struppi-Album des belgischen Zeichners Hergé. Die Geschichte, die erstmals vom 11. Juni 1942 bis zum 14. Juni 1943 im Le Soir publiziert wurde, wird in Der Schatz Rackhams des Roten fortgesetzt.

## Handlung

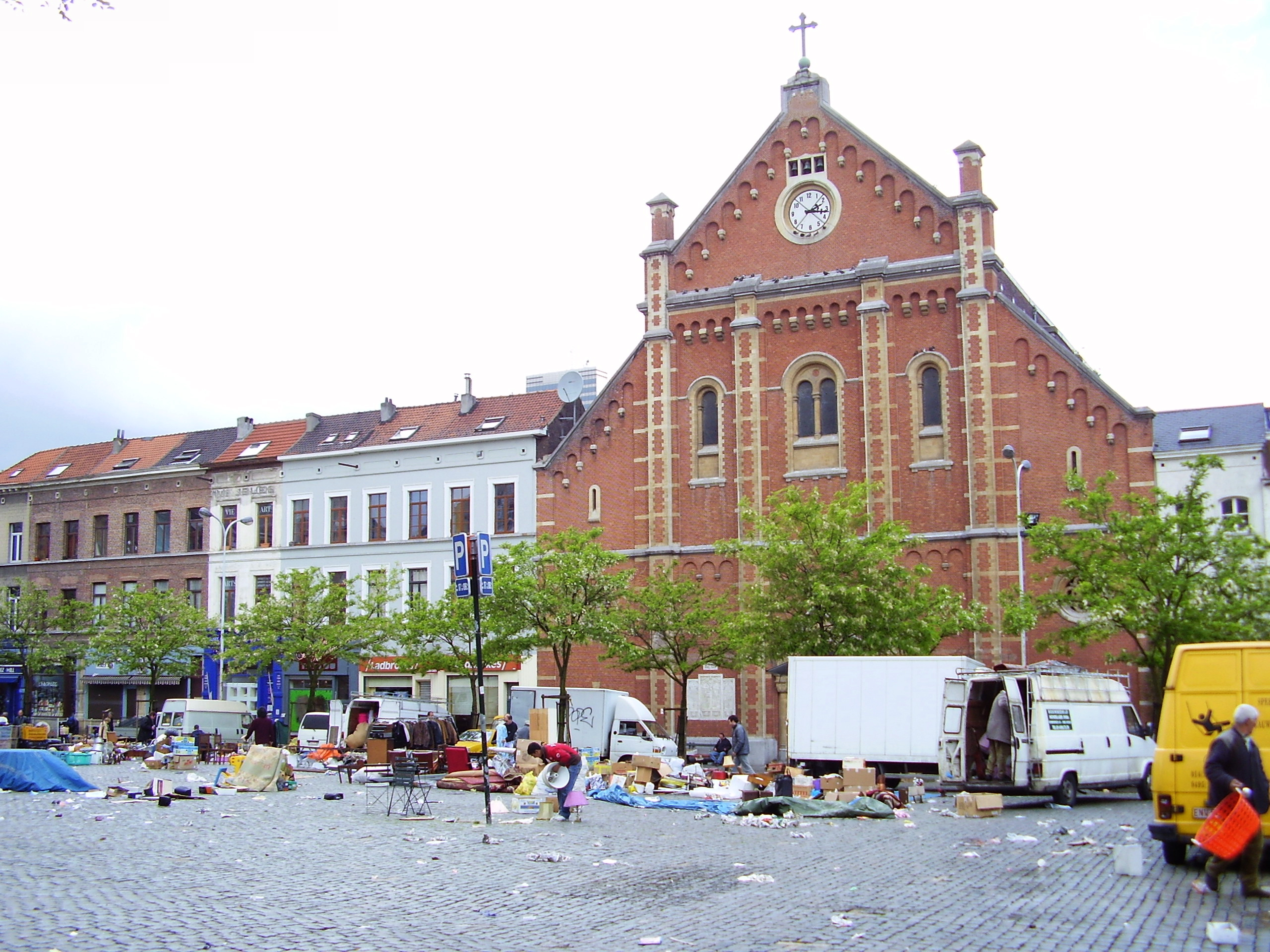
Der Place du Jeu de Balle in Brüssel war für Hergé eine Vorlage für den Flohmarkt in dieser Geschichte

Tim erwirbt auf dem Flohmarkt ein Modell eines Segelschiffes, das er seinem Freund Kapitän Haddock schenken möchte. Unmittelbar nach dem Kauf tauchen dubios wirkende Gestalten auf, die ebenfalls an dem Schiff interessiert sind und bieten hohe Summen dafür. Der Verkäufer überlässt das Schiff jedoch Tim. Als dann der Kapitän bei Tim vorbeischaut, fällt ihm auf, dass das Schiff genauso aussieht, wie dasjenige des Chevalier de Hadoque, einem Seefahrer und Vorfahren des Kapitäns, es trägt sogar den gleichen Namen: Die „Einhorn“. Während sie sich in der Wohnung von Haddock davon überzeugen, wird das Schiff gestohlen.
Tim verdächtigt sofort einen der vorher am Markt sehr aufdringlichen Mitbewerber. Als er diesen aufsucht, findet er tatsächlich ein identisches Schiff, aber nicht dasselbe. Während er sich darüber Gedanken macht, wird erneut in seine Wohnung eingebrochen und alles durchsucht, aber nichts mitgenommen. Die beiden Polizisten Schulze und Schultze, die auf der Jagd nach einem Taschendieb sind und Tim helfen wollen, stellen sich recht ungeschickt an und erreichen nichts, außer gleich mehrfach selbst Opfer des Taschendiebes zu werden.
Tim entdeckt nun, dass mit den Schiffsmodellen ein Geheimnis verbunden ist. Er findet einen Zettel, der offenbar in verschlüsselter Weise auf den Schatz Rackhams des Roten hindeutet. Der Kapitän, der inzwischen alles über seinen Vorfahren nachgelesen hat, erzählt Tim, wie dieser im Jahr 1698 im Auftrag des französischen Königs Ludwig XIV. in den Antillen unterwegs war. Sein Schiff wird vom Piraten Rackham dem Roten gekapert und seine gesamte Mannschaft umgebracht. Hadoque selbst wird gefesselt an einen Mast gebunden, kann sich aber befreien. Er erschlägt Rackham und versenkt das Schiff mitsamt den Piraten an Bord.
Die beiden finden heraus, dass es drei identische Modelle gibt und sich in allen ein Teil des Rätsels um die Position des versenkten und mit Schätzen gefüllten echten Schiffes befindet. Auf der Suche nach den anderen Modellen müssen sie feststellen, dass offenbar auch ihr unbekannter Gegenspieler weiß, wonach er suchen muss. Dieser geht äußerst grob vor: Ein anderer Schiffsbesitzer wird chloroformiert, ein Informant wird gar niedergeschossen. Schließlich wird auch Tim betäubt und entführt, da der Unbekannte annimmt, Tim kenne den Verbleib der Schriftstücke.
Tim gelingt die Flucht aus dem Gefängnis, von dem er herausfindet, dass es sich im Keller vom Schloss Mühlenhof befindet, das den Gebrüdern Vogel-Faull gehört. Nach einer längeren tätlichen Auseinandersetzung mit den Entführern wird einer festgenommen und berichtet über die Motive, während dem anderen die Flucht gelingt, mit einem der Zettel. Er kommt jedoch nicht weit und wird an der Grenze festgenommen.
Inzwischen haben auch die Schulzes einen Erfolg vorzuweisen. Sie haben den Taschendieb aufgespürt, der sich als sehr ordentlicher Kleptomane herausstellt – die erbeuteten Brieftaschen sind fein säuberlich nach Alphabet geordnet und sortiert. Unter ihnen findet Tim auch die Brieftasche des dritten Interessenten, in der sich die zwei verschwundenen Zettel befinden. Die Kombination der drei Pergamente ergeben geographische Koordinaten.
Die Geschichte wird in Der Schatz Rackhams des Roten fortgesetzt.

## Hintergrund
Das Geheimnis der „Einhorn“ wurde, im Gegensatz zu diversen anderen Tim-und-Struppi-Abenteuern nach der Erstveröffentlichung nicht mehr abgeändert. Es war, genau wie sein Vorgänger, zunächst als Comicstrip in der Zeitung Le Soir erschienen. Die bedeutende Auflage dieser Tageszeitung machte Hergés Werk weithin bekannt, so dass auch die Auflagen der zwei Alben dieser Geschichte sehr hoch war – Der Schatz Rackhams des Roten ist das meistgedruckte Tim-und-Struppi-Album.
Einige Autoren gehen davon aus, dass die im Logbuch des Kapitäns Hadoque niedergeschriebene Geschichte frei erfunden ist, da die Piraten niemals in Unterzahl und ohne Kanonen das viel größere Schiff hätten erobern können und dass Hadoque einfach den Schatz des Königs an sich genommen hat. (Tim wird den Schatz auch auf Mühlenhof finden) Einen Piraten namens Jean Rackam (sic!) hat es tatsächlich gegeben: Er war Engländer und verbreitete mit seiner Mannschaft Angst und Schrecken auf den Weltmeeren zu Beginn des 18. Jahrhunderts. Nachdem er in einer Schlacht unterlegen war, wurde er am 20. November 1720 an einer Rahe seines Schiffes aufgehängt. Mehrere berühmte Kapitäne namens Haddock – etwa Richard Haddock – hat es in der englischen Marine im 17. und 18. Jahrhundert unter Charles II. ebenfalls gegeben, was Hergé allerdings erst später erfuhr – ein erstaunlicher Zufall.
In diesem Band zeichnet Hergé erstmals das Schloss Mühlenhof (Im Original: Moulinsart), das vom Schloss Cheverny an der Loire inspiriert wurde. Auch ein Bezug zum Schloss in Malicorne-sur-Sarthe ist möglich, einige im Buch verwendete Namen lassen darauf schließen. In diesem Band wird die Person Nestor eingeführt, der Butler von Schloss Mühlenhof.
Herr Sakharin, der Modellschiffsammler, hat im unvollendeten Album Tim und die Alpha-Kunst einen erneuten Auftritt.
Die rote Flagge wird gehisst, Haddock erklärt die Bedeutung: „Das bedeutet: Kein Pardon! Gefangene werden nicht gemacht. Wenn wir besiegt werden, schlachten sie uns alle ab“.
Der Flohmarkt am Anfang der Geschichte ist vom Place du Jeu de Balle in Brüssel inspiriert.

## Verfilmungen
- Tim-und-Struppi-Zeichentrickfilmserien von 1962 und 1992.
- Die Abenteuer von Tim und Struppi – Das Geheimnis der Einhorn (2011), computeranimierter 3D-Film von Steven Spielberg und Peter Jackson; die Handlung weicht erheblich von der Vorlage ab